# Pittosporum paniense
Pittosporum paniense är en tvåhjärtbladig växtart som beskrevs av André Guillaumin. Pittosporum paniense ingår i släktet Pittosporum och familjen Pittosporaceae. Inga underarter finns listade.